# مندل (كهانة)

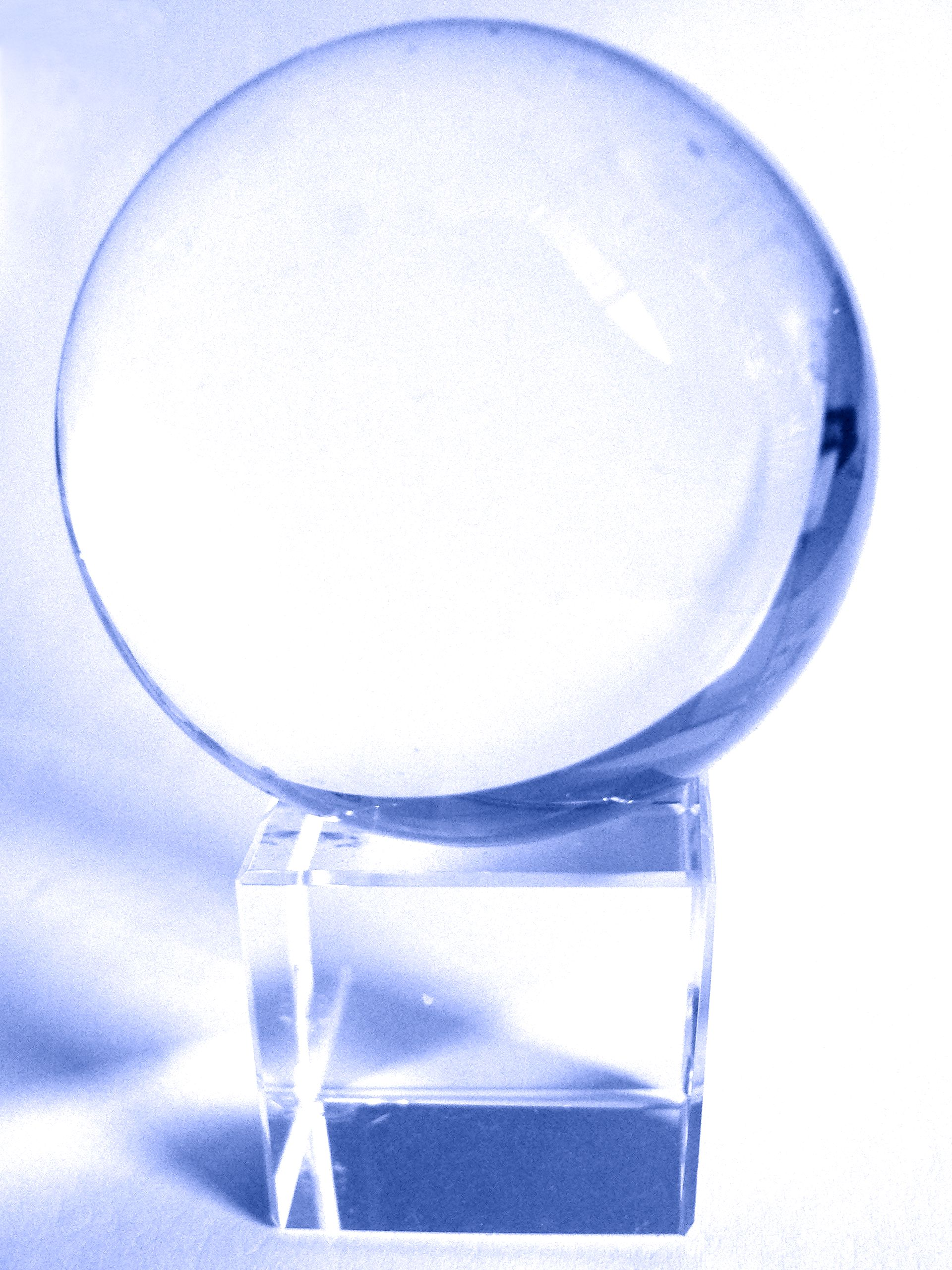
كرة بلورية

المَنْدَل ويسمَّى صاحبُها فاتح المَنْدَل (يُدعى أيضًا: التحديق البلوري أو النظر البلوري أو البلورية أو الكهانة البلورية أو الكهانة الكروية.(بالإنجليزية: Crystal gazing)‏ وسيلة إلى الرؤى، تكون بتحفيز ظاهرة الغشية من خلال التحديق في بلورة. كان يُنظر إليه تقليديًّا على أنه صورة من صورة التكهن أو استبصار شيء غيبي سماوي أو ما شابه، بواسطة رؤى من المستقبل. لكن البحث في محتوى الرؤى البلورية أشار إلى أنها متصلة بتوقعات وأفكار تكون في ذهن الرائي.

## الوسائل والأدوات
يشير مصطلح التحديق البلوري إلى صور مختلفة لمجموعة متنوعة من الأشياء، وله مدارس فكرية عديدة فيما يتعلق بمصادر الرؤى التي تُرى أثناء الغشية الناتجة عن التحديق. التحديق البلوري قد يستعمله الممارسون –الذي يُدعون أحيانًا «القارئين» أو «الرائين»– لأغراض متنوعة، منها: التنبؤ بأحداث مستقبلية أو بعيدة، أو تحليل الشخصيات، أو العرافة، أو لمساعدة العميل على اتخاذ قرار في مشكلات أو أوضاع راهنة.
وأما من حيث الأداة أو الشيء المستعمَل لإدخال المُحدق في البلورة في مرحلة الغشية، فيصلح لهذا أي أداء لامعة، مثل الأحجار الكريمة البلورية أو المرايا المحدبة؛ لكن في الممارسة الشائعة غالبًا ما تُستعمل كرة بلورية. يختلف حجم الكرة المفضَّل اختلافًا كبيرًا من ممارس تحديقي إلى آخر. يستعمل بعض المحدقين «كرة كفّ» يكون قطرها عدة بوصات تكون في يده، في حين يفضل غيره أن يستعمل كرة أكبر تكون مثبّتة على حامل. للتحديق البلوري صورة نمطية شائعة: يكون المحدق فيها امرأة غجرية ترتدي غطاء رأس وتشتغل بالعرافة لعملائها من خلال كرة بلورية كبيرة؛ وهذه الصورة مشهورة في وسائل الإعلام، وتوجد في مئات الكتب والمنشورات الإعلانية والأفلام الصادرة في القرن التاسع عشر والعشرين والحادي والعشرين. من أجل شيوع هذه الصورة، زاد الإقبال على الكرات البلورية الكبيرة بين من يستطيع تحمل تكلفتها من ممارسي التحديق البلوري.
غالبًا ما تشير كتب التعليمات الخاصة بالتحديق البلوري إلى أن الكرة المستعمَلة يجب أن تكون تامة الكروية (أي بلا جانب سفلي مسطح)، وأن تكون مدعومة بمسند خشبي أو معدني؛ وأنها إذا صُنعت من زجاج (البلور الرصاصي على سبيل المثال) فيجب أن تكون خالية تمامًا من فقاعات الهواء، لكن يجوز أن تُلوّن؛ وإن نُحت من حجر بلوري طبيعي (الكوارتز على سبيل المثال أو البريل أو الكالسيت أو السبج أو الجمشت)، فيمكن عرض البِنية واللون الطبيعيين للمعدن الذي نُحتت منه. يوصي بعض المؤلفين الطلاب بوضع ختم أو طابع أو رمز طلسمي تحت كرة واضحة نقية، لكن أغلب الممارسين لا يفعلون هذا.